# 华盛顿州议会大厦
华盛顿州议会大厦位于美国华盛顿州首府奥林匹亚，州议会及州长办公室所在地。兴建于1922年到1928年，新古典主义建筑。